# اچ‌تی‌سی–هایرود
اچ‌تی‌سی-هایرود (انگلیسی: HTC–Highroad) یک تیم دوچرخه‌سواری در کشور ایالات متحده آمریکا بود.
این تیم در سال در کشور آلمان ۱۹۹۱ تأسیس و پس از انتقال به کشور آمریکا در سال ۲۰۱۱ منحل شد.

## نگارخانه

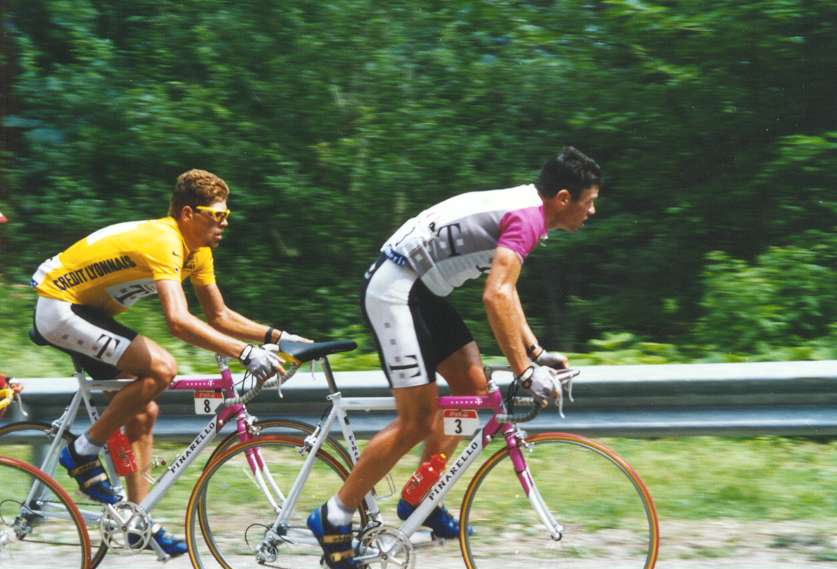
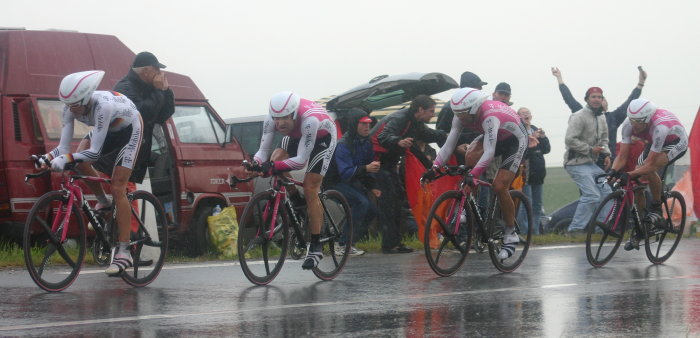
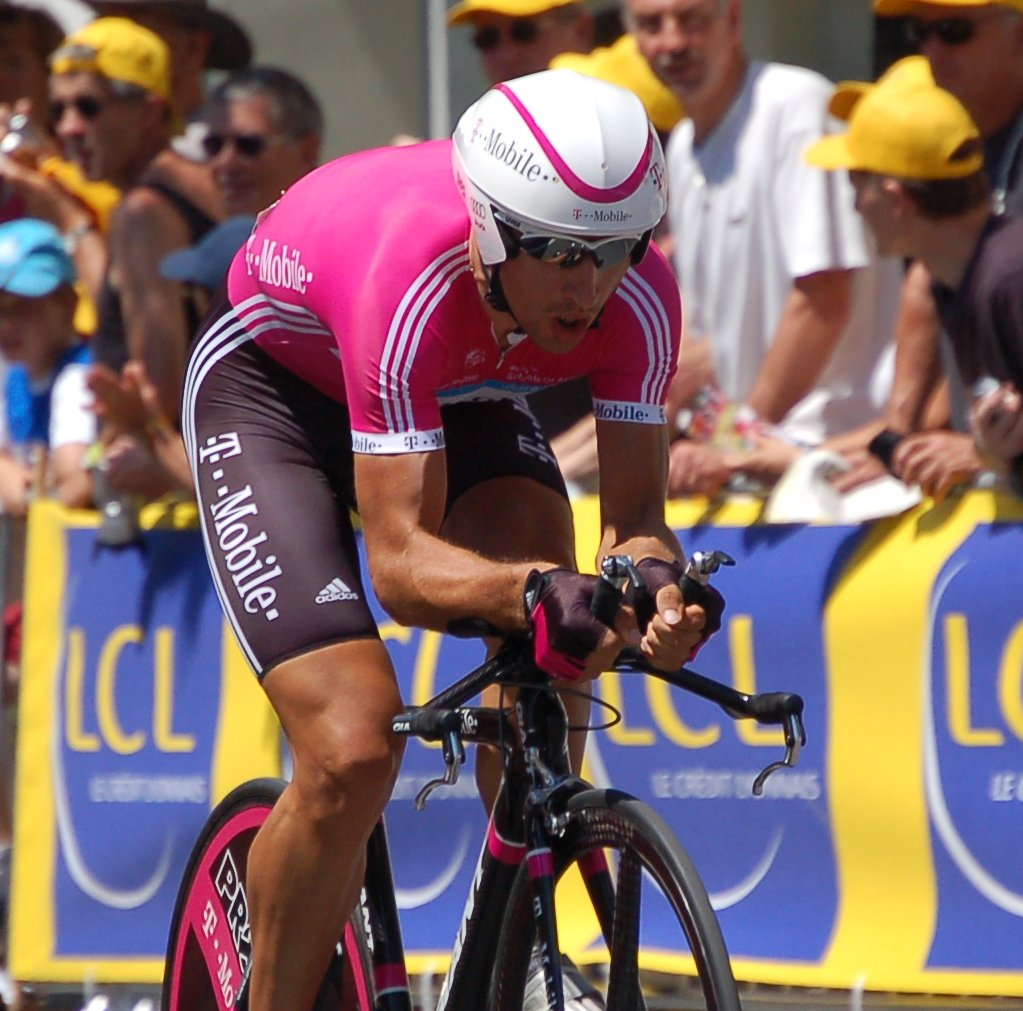